# Campeonato Sergipano de Futebol de 2000
O Campeonato Sergipano de Futebol de 2000 foi a 77º edição da divisão principal do campeonato estadual de Sergipe. O artilheiro do campeonato foi Pedro Costa, jogador do Sergipe, com 24 gols marcados.
A final viria ser disputada em dois jogos entre o atual campeão do Campeonato, Sergipe, e o seu arqui-rival, Confiança; porém, no primeiro jogo, sendo o mando de campo do time azulino, o Sergipe não compareceu; o mesmo aconteceu no jogo de volta, com mando do Sergipe, o Confiança não compareceu. Inicialmente a FSF concedeu o título ao Sergipe, porém o Confiança ainda reivindica o título, mas mesmo assim, o título ainda não foi homologado para nenhum dos dois times. Posteriormente a FSF sugeriu a divisão do título, o que não foi aceito pelas duas equipes. O campeonato está sub-júdice .

## Premiação
| Campeonato Sergipano de 2000   |
| Aracaju                        |
| Sergipe Campeão (31º título)   |
| Aracaju                        |
| Confiança Campeão (13º título) |
| ------------------------------ |